# リーナ・リッフェル
リーナ・リッフェル（Rena Riffel、1969年3月5日 - ）は、アメリカ合衆国の女優。

## 出演作品
- オーディション2
- ナチス女収容所
- 飼育の森
- オークション

1995年 ショーガール  ホープ役
2001年 マルホランドドライブ